# Eine gefährliche Begegnung
Eine gefährliche Begegnung ist ein 1985 erschienener Kriminalroman von Ernst Jünger. Er spielt im Paris des späten 19. Jahrhunderts. Der Kriminalbeamte Inspektor Dobrowsky und der zur Polizei versetzte Offizier Etienne Laurens haben einen Mord an einer Schauspielerin aufzuklären. Da die Tat mehrmals mit den Taten des englischen Serienmörders Jack the Ripper verglichen wird, muss die Handlung um 1888 spielen.
Der Kriminalroman fällt völlig aus dem sonst von Tagebüchern, Essays und utopischen Romanen und Erzählungen geprägten Werk Jüngers heraus. Ungewöhnlich für ihn ist auch die lange Entstehungszeit von 1949 bis 1983.

## Inhalt
Ein Sonntagvormittag in Paris
Der verarmte, ehemals einflussreiche Léon Ducasse macht sich ein Vergnügen daraus, den jungen, etwas naiven deutschen Diplomaten Gerhard zum Busche mit der Gräfin Kargané zusammenzubringen, die von ihrem Ehemann regelmäßig betrogen wird. Er lässt ihr einen Blumenstrauß mit Gerhards Karte zukommen und arrangiert für beide ein Treffen.
Hinter der Madeleine
Das Rendezvous im gehobenen Stundenhotel „Goldene Glocke“ wird allerdings früh unterbrochen, indem zunächst ein Gesicht im Milchglasfenster oberhalb der Zimmertür erscheint, und endgültig durch einen gellenden Schrei auf dem Flur. Als Gerhard die Tür öffnet, findet er eine erstochene Frau.
Um die Bastille
In einem Exkurs erörtern Inspektor Dobrowsky und der zur Polizei versetzte Offizier Etienne Laurens mit dem Dieb Leprince die Möglichkeit eines perfekten Verbrechens, dabei unter anderem, dass Versuche, Spuren zu verwischen, neue Spuren schaffen, an die sich der Zufall heften kann (S. 95).
Verhöre
Dobrowskys und Laurens Verhöre ergeben, dass die Tote eine Schauspielerin war, deren Begleiter beim Eintritt sein Gesicht hinter einem Taschentuch verborgen hatte. 
Das Duell
Kapitän Kargané erfährt vom Rendezvous seiner Frau und fordert Gerhard zum Duell. Da Kargané der weit erfahrenere Schütze ist, ist jener praktisch chancenlos. Gerhard wählt den heruntergekommenen Rittmeister von Goldhammer zu seinem Sekundanten. Der hält das Duell zwar für berechtigt, aber weil er glaubt, es beeinträchtigt von seinem Alkoholismus und anderen Problemen nicht durchstehen zu können, benachrichtigt er Dobrowsky und Laurens. Die brechen eilig auf, das Duell zu verhindern. Eher nebenher wurde durch weitere Ermittlungen auch der Mörder entdeckt.
Epilog
Dobrowsky erklärt Laurens noch einige Feinheiten seiner Ermittlungen und beide besprechen, warum bestimmte Aspekte aus politischer und sozialer Rücksicht nicht weiter verfolgt werden sollten.